# Pielenhofen
Pielenhofen település Németországban, azon belül Bajorországban.

## Fekvése
Kallmünztől délre fekvő település.

## Népesség
| Lakosok száma | 890  | 1116 | 1020 | 1060 | 1433 | 1494 | 1534 | 1550 | 1591 | 1657 |
|               | 1875 | 1950 | 1975 | 1987 | 2012 | 2014 | 2016 | 2017 | 2021 | 2023 |

## Leírása
Azitt található 1240-ben létesített ciszterci kolostort 1720-ban barokk stílusban építették át. A kéttornyú templom Franz Beer tervei szerint készült.

## Galéria

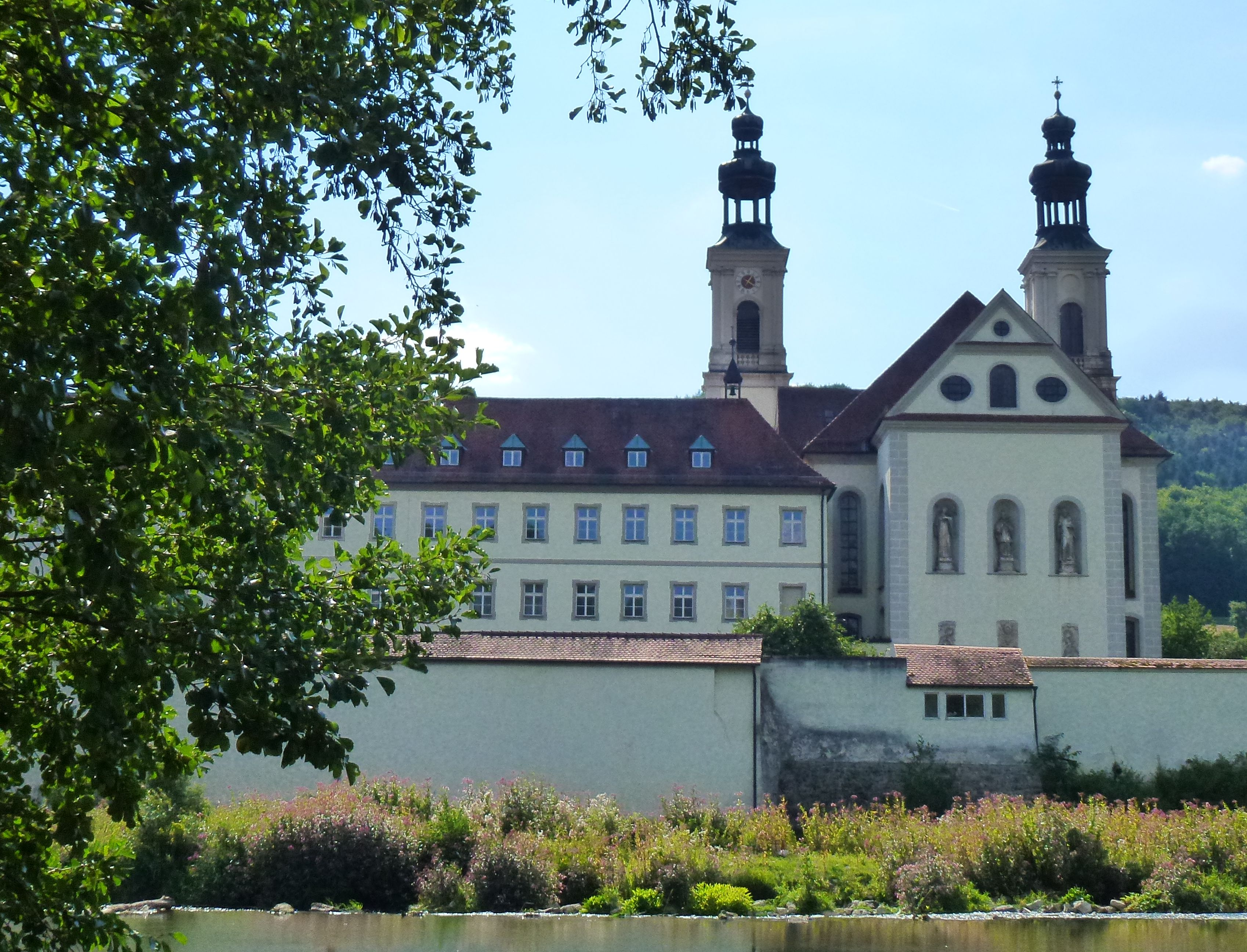
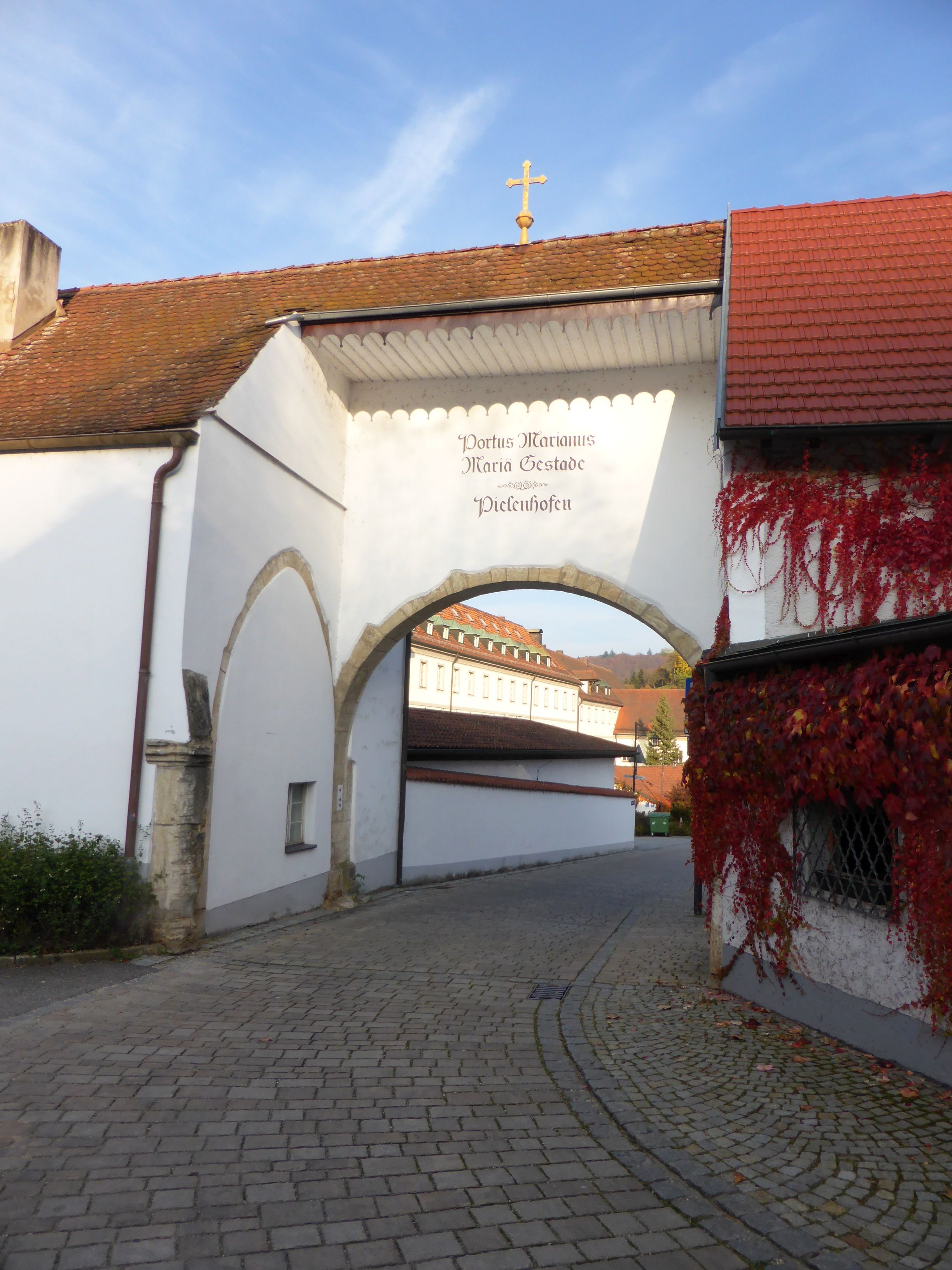
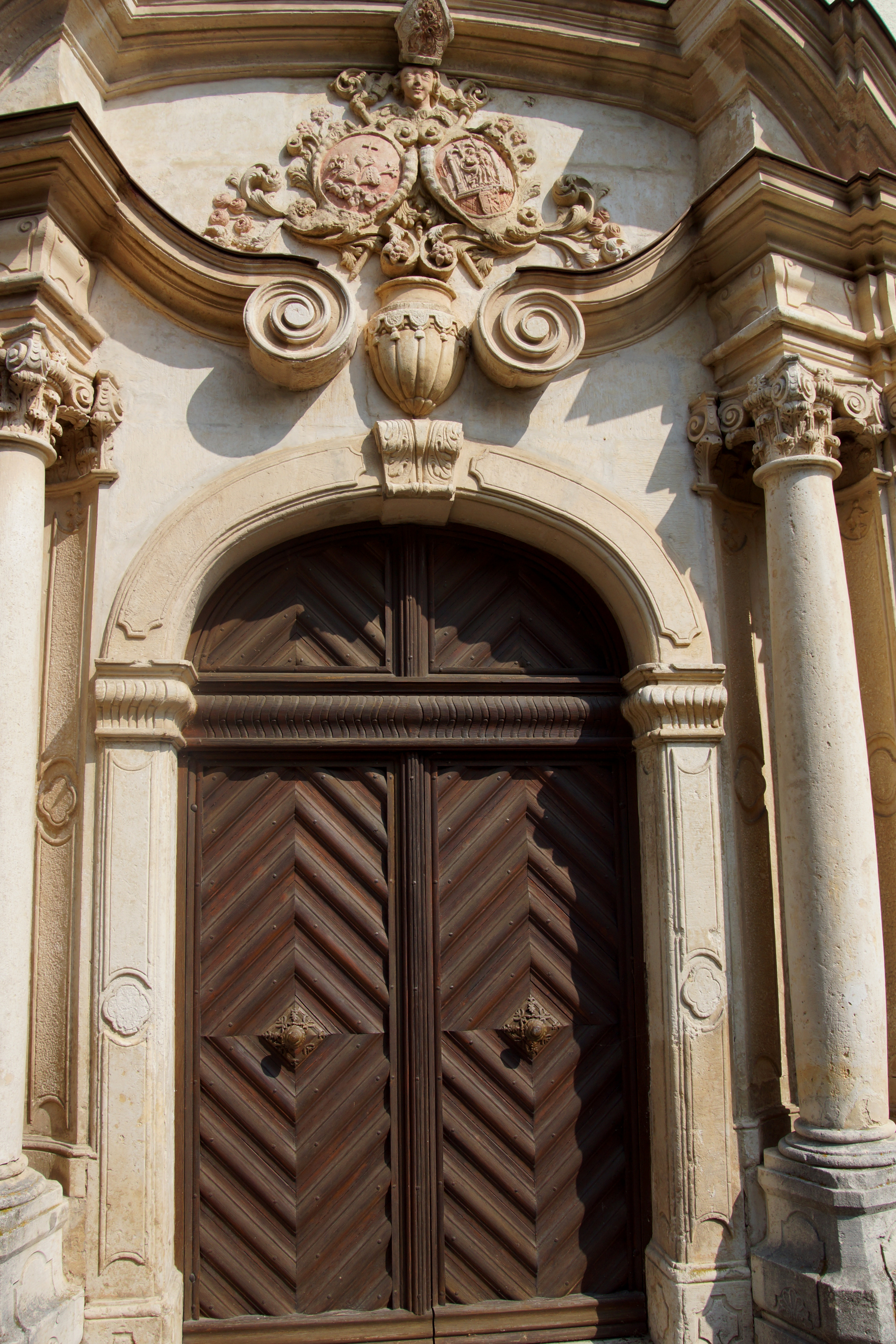
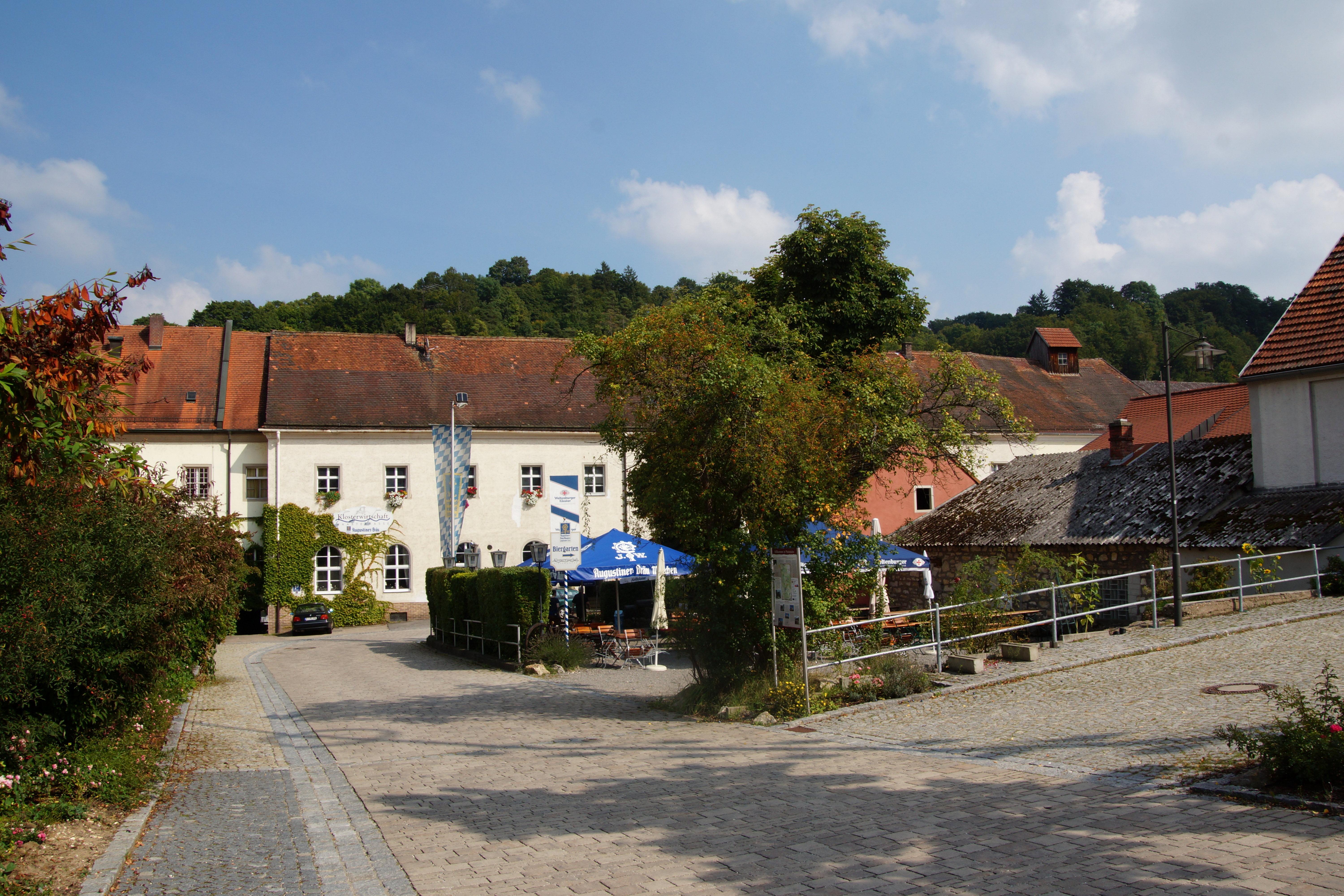
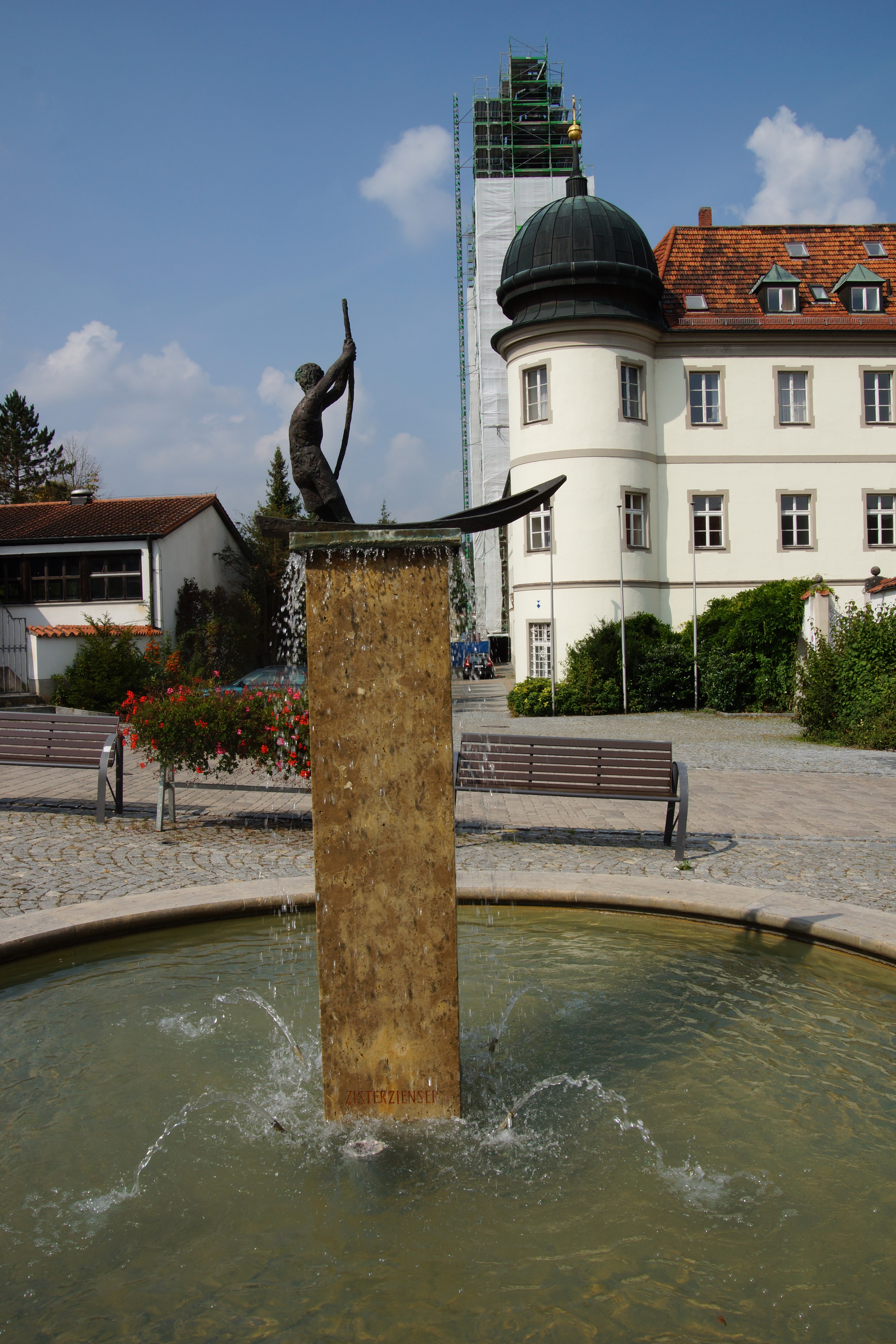
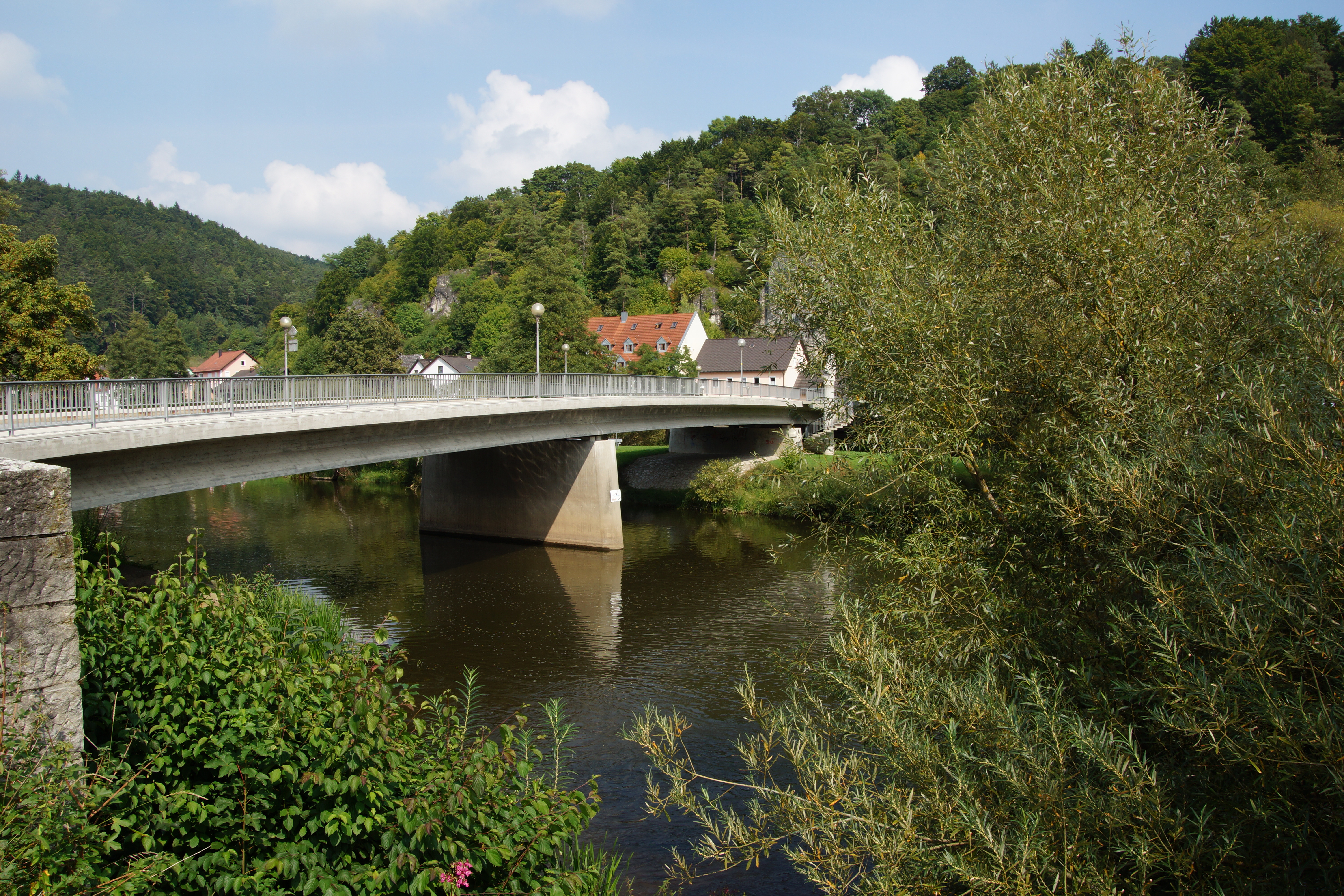
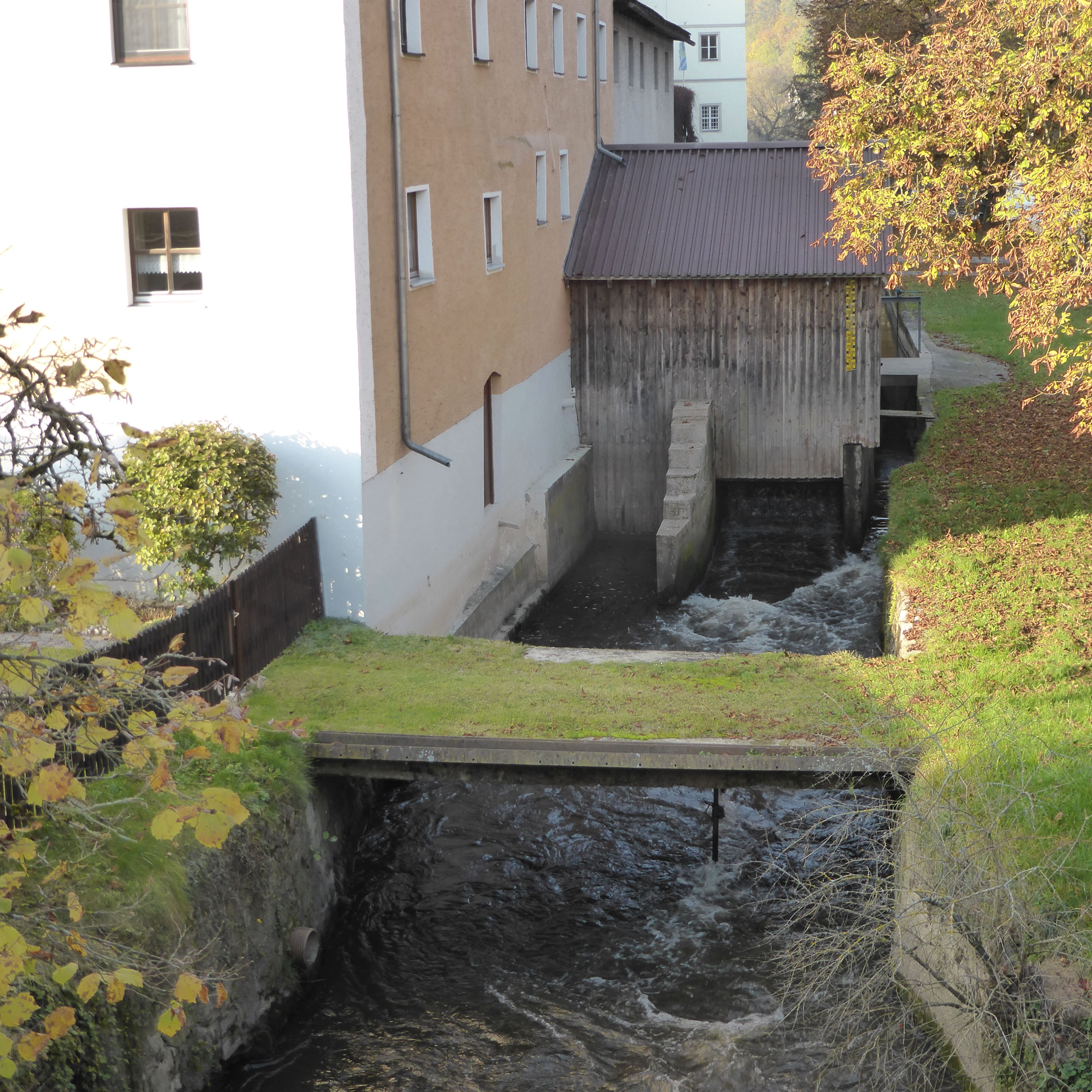
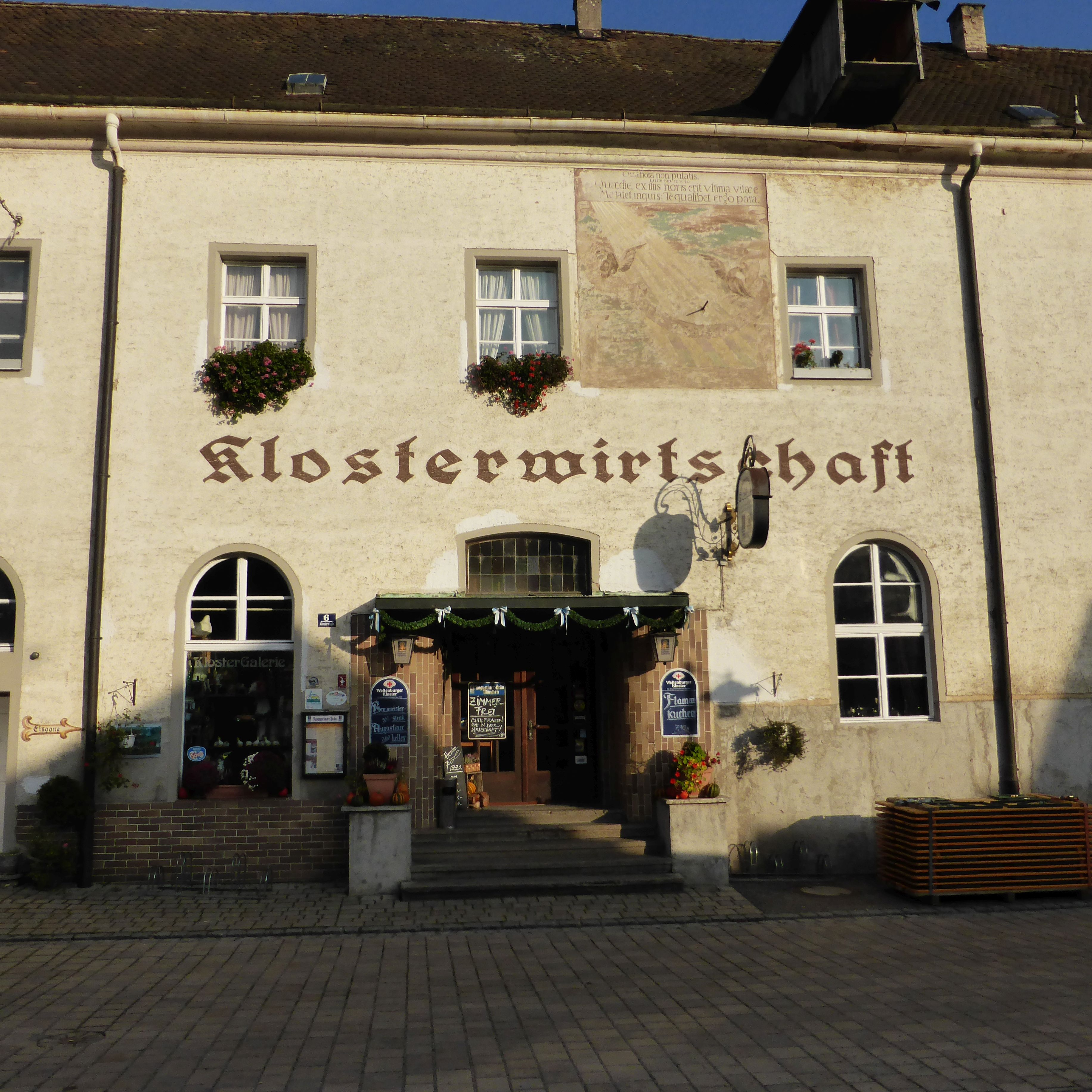
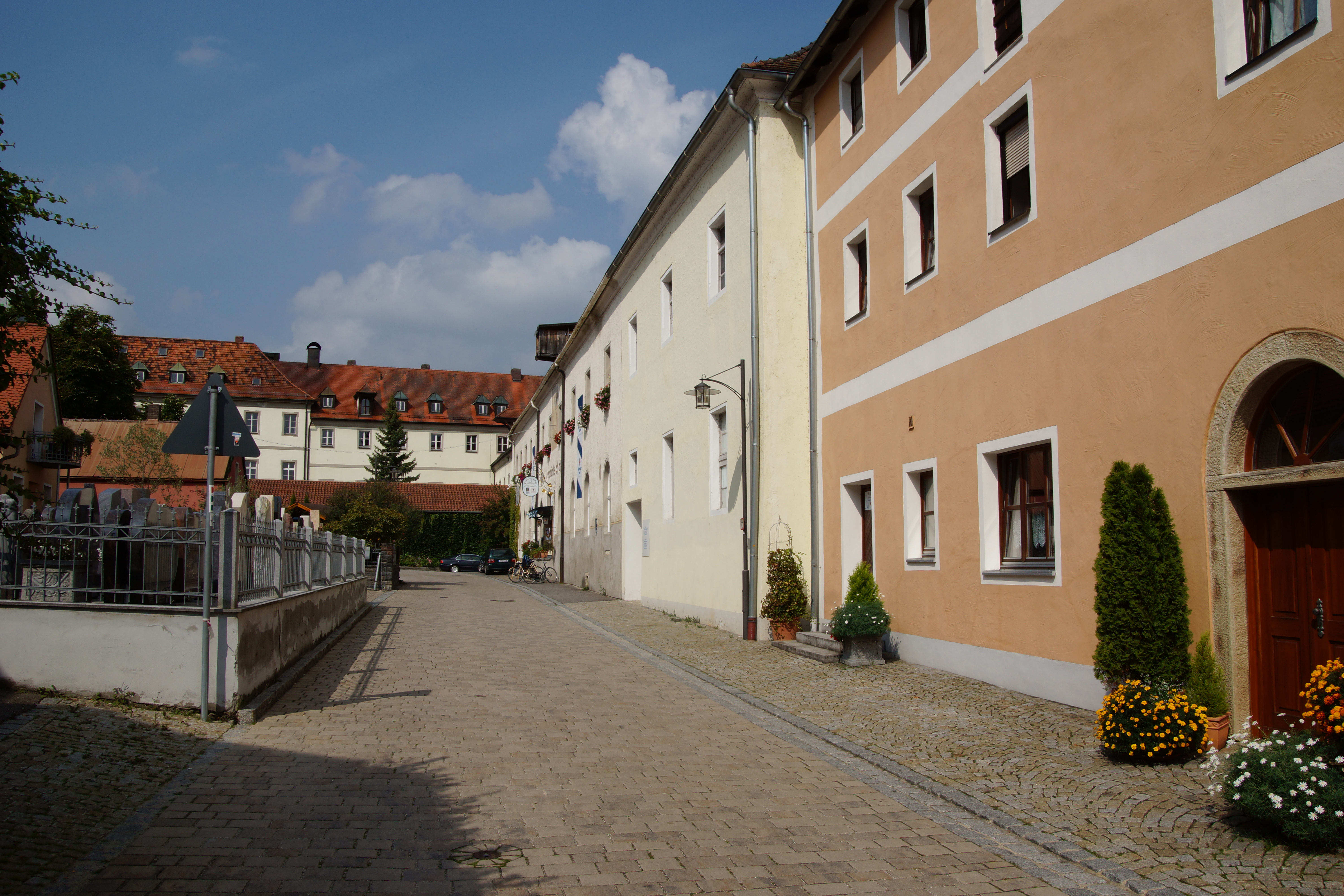
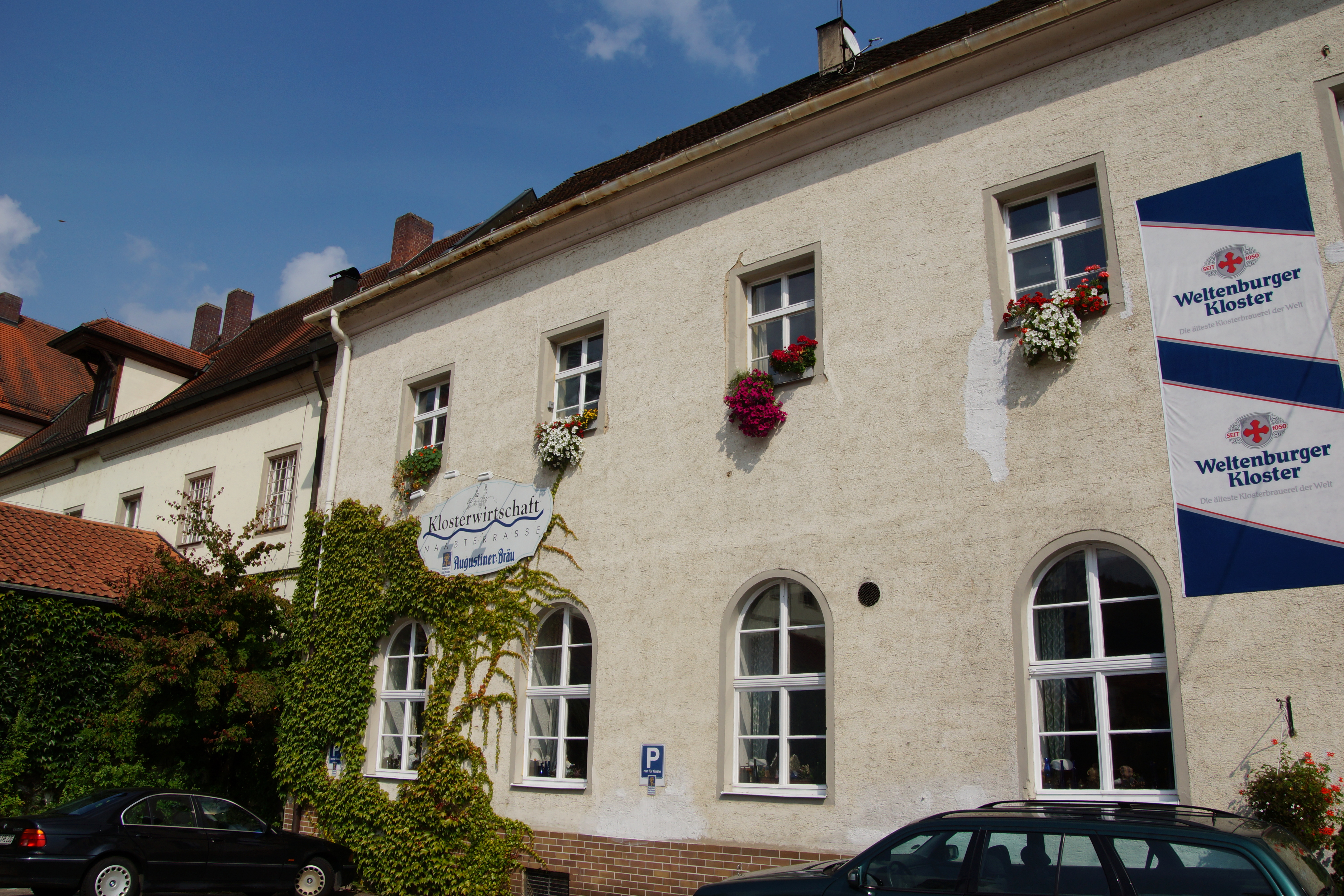